# Zuid-Amerikaans kampioenschap voetbal vrouwen 2018
Het Zuid-Amerikaans kampioenschap voetbal vrouwen 2018 is een internationaal voetbaltoernooi voor vrouwen. Het is de 8e keer dat dit toernooi gespeeld wordt. Gastland is Chili, dat land organiseerde dit toernooi voor de eerste keer. Het toernooi werd gespeeld van 4 tot en met 22 april 2018. Winnaar werd Brazilië, dat voor de zevende keer de titel veroverde.
De winnaar van het toernooi kwalificeert zich daarmee tevens voor het vrouwentoernooi op de Olympische Zomerspelen 2020. Het land dat tweede werd mag  een intercontinentale play-off spelen tegen de nummer twee van Afrika (CAF).
De winnaar van het toernooi kwalificeert zich, evenals de nummer twee, ook voor het Wereldkampioenschap voetbal vrouwen 2019. De nummer drie (Argentinië) mag een intercontinentale play-off spelen tegen een land uit Noord-Amerika (CONCACAF).

## Deelnemende landen
| - Argentinië - Bolivia - Brazilië - Chili - Colombia | - Ecuador - Paraguay - Peru - Uruguay - Venezuela |

## Stadions
Oorspronkelijk, op 25 oktober 2017, kondigde de ANFP aan dat er 3 gaststeden zouden komen voor dit toernooi. Alle steden liggen in de regio Coquimbo. Het ging om La Serena, Coquimbo en Ovalle. Later, op 25 maart 2018, werd bekendgemaakt dat er twee gaststeden zouden zijn, Ovalle was afgevallen. Er zouden 2 wedstrijden in Estadio Diaguita (Ovalle) worden gespeeld. De andere stadions namen beiden een wedstrijd over.
| La Serena                                             | · Estadio La Portada · (La Serena) Estadio Francisco Sánchez Rumoroso · (Coquimbo) |
| ----------------------------------------------------- | ---------------------------------------------------------------------------------- |
| Estadio La Portada Capaciteit: 18.243                 | · Estadio La Portada · (La Serena) Estadio Francisco Sánchez Rumoroso · (Coquimbo) |
|                                                       | · Estadio La Portada · (La Serena) Estadio Francisco Sánchez Rumoroso · (Coquimbo) |
| Coquimbo                                              | · Estadio La Portada · (La Serena) Estadio Francisco Sánchez Rumoroso · (Coquimbo) |
| Estadio Francisco Sánchez Rumoroso Capaciteit: 18.750 | · Estadio La Portada · (La Serena) Estadio Francisco Sánchez Rumoroso · (Coquimbo) |
|                                                       | · Estadio La Portada · (La Serena) Estadio Francisco Sánchez Rumoroso · (Coquimbo) |

## Loting
De loting voor het toernooi werd gehouden op 1 maart 2018 om 13:00 (UTC−3) in het ANFP Auditorium in Santiago. De tien deelnemende landen werden verspreid over 5 potten. Voor zowel het gastland (Chili – poule A) als de titelverdediger (Brazilië – poule B) werd bepaald in welke poule zij terecht zouden kwamen. De overige landen werden om de beurt in poule A of B gezet. De verdeling van de potten werd gemaakt op basis van de resultaten van het vorig toernooi, dat werd gespeeld in 2014.
| Bepaald                            | Pot 1            | Pot 2               | Pot 3             | Pot 4        |
| ---------------------------------- | ---------------- | ------------------- | ----------------- | ------------ |
| Chili (Groep A) Brazilië (Groep B) | Colombia Ecuador | Argentinië Paraguay | Uruguay Venezuela | Peru Bolivia |

## Groepsfase
Legenda

### Poule A
| Pos | Land     | Wed | Win | Gel | Ver | DV | DT | +/− | Pnt |
| --- | -------- | --- | --- | --- | --- | -- | -- | --- | --- |
| 1   | Colombia | 4   | 3   | 1   | 0   | 16 | 2  | +14 | 10  |
| 2   | Chili    | 4   | 2   | 2   | 0   | 8  | 2  | +6  | 8   |
| 3   | Paraguay | 4   | 2   | 1   | 1   | 7  | 7  | 0   | 7   |
| 4   | Uruguay  | 4   | 0   | 1   | 3   | 2  | 11 | −9  | 1   |
| 5   | Peru     | 4   | 0   | 1   | 3   | 1  | 12 | −11 | 1   |

|                            |                                                                 |     |         |                                                                     |
| 4 april 2018 16:45 (UTC−3) | Colombia                                                        | 7–0 | Uruguay | Estadio La Portada, La Serena Scheidsrechter: Emikar Calderas (VEN) |
| 4 april 2018 16:45 (UTC−3) | Usme 2', 45+1', 57', 90+2' Montoya 17' Rincón 43' Echeverri 58' |     |         | Estadio La Portada, La Serena Scheidsrechter: Emikar Calderas (VEN) |

|                            |          |     |                |                                                                    |
| 4 april 2018 19:00 (UTC−3) | Chili    | 1–1 | Paraguay       | Estadio La Portada, La Serena Scheidsrechter: Susana Corella (ECU) |
| 4 april 2018 19:00 (UTC−3) | Aedo 62' |     | 53' Villamayor | Estadio La Portada, La Serena Scheidsrechter: Susana Corella (ECU) |

|                            |                                        |     |      |                                                                    |
| 6 april 2018 16:45 (UTC−3) | Paraguay                               | 3–0 | Peru | Estadio La Portada, La Serena Scheidsrechter: Sirley Cornejo (BOL) |
| 6 april 2018 16:45 (UTC−3) | Peña 70' J. Martínez 84' Peralta 90+3' |     |      | Estadio La Portada, La Serena Scheidsrechter: Sirley Cornejo (BOL) |

|                            |          |     |          |                                                                 |
| 6 april 2018 19:00 (UTC−3) | Chili    | 1–1 | Colombia | Estadio La Portada, La Serena Scheidsrechter: Edina Alves (BRA) |
| 6 april 2018 19:00 (UTC−3) | Sáez 79' |     | 49' Usme | Estadio La Portada, La Serena Scheidsrechter: Edina Alves (BRA) |

|                            |            |     |              |                                                                     |
| 8 april 2018 16:45 (UTC−3) | Uruguay    | 1–1 | Peru         | Estadio La Portada, La Serena Scheidsrechter: Salomé di Iorio (ARG) |
| 8 april 2018 16:45 (UTC−3) | Badell 58' |     | 37' Martínez | Estadio La Portada, La Serena Scheidsrechter: Salomé di Iorio (ARG) |

|                            |                                          |     |               |                                                                           |
| 8 april 2018 19:00 (UTC−3) | Colombia                                 | 5–1 | Paraguay      | Estadio La Portada, La Serena Scheidsrechter: María Laura Fortunato (ARG) |
| 8 april 2018 19:00 (UTC−3) | Usme 41', 56', 65' Ospina 70' Santos 81' |     | 90+2' Cortaza | Estadio La Portada, La Serena Scheidsrechter: María Laura Fortunato (ARG) |

|                             |                                   |     |      |                                                                    |
| 10 april 2018 16:45 (UTC−3) | Colombia                          | 3–0 | Peru | Estadio La Portada, La Serena Scheidsrechter: Sirley Cornejo (BOL) |
| 10 april 2018 16:45 (UTC−3) | Usme 23' Santos 54' Echeverri 83' |     |      | Estadio La Portada, La Serena Scheidsrechter: Sirley Cornejo (BOL) |

|                             |           |     |         |                                                                           |
| 10 april 2018 19:00 (UTC−3) | Chili     | 1–0 | Uruguay | Estadio La Portada, La Serena Scheidsrechter: María Laura Fortunato (ARG) |
| 10 april 2018 19:00 (UTC−3) | Rojas 79' |     |         | Estadio La Portada, La Serena Scheidsrechter: María Laura Fortunato (ARG) |

|                             |                               |     |            |                                                                 |
| 12 april 2018 16:45 (UTC−3) | Paraguay                      | 2–1 | Uruguay    | Estadio La Portada, La Serena Scheidsrechter: Edina Alves (BRA) |
| 12 april 2018 16:45 (UTC−3) | J. Martínez 36' Peralta 90+2' |     | 1' Ramírez | Estadio La Portada, La Serena Scheidsrechter: Edina Alves (BRA) |

|                             |      |                                            |       |                                                                     |
| 12 april 2018 19:00 (UTC−3) | Peru | 0–5                                        | Chili | Estadio La Portada, La Serena Scheidsrechter: Emikar Calderas (VEN) |
| 12 april 2018 19:00 (UTC−3) |      | 28', 65' Aedo 38' López 62' Lara 85' Rojas |       | Estadio La Portada, La Serena Scheidsrechter: Emikar Calderas (VEN) |

### Poule B
| Pos | Land       | Wed | Win | Gel | Ver | DV | DT | +/− | Pnt |
| --- | ---------- | --- | --- | --- | --- | -- | -- | --- | --- |
| 1   | Brazilië   | 4   | 4   | 0   | 0   | 22 | 1  | +21 | 12  |
| 2   | Argentinië | 4   | 3   | 0   | 1   | 12 | 6  | +6  | 9   |
| 3   | Venezuela  | 4   | 2   | 0   | 2   | 9  | 6  | +3  | 6   |
| 4   | Bolivia    | 4   | 1   | 0   | 3   | 1  | 18 | −17 | 3   |
| 5   | Ecuador    | 4   | 0   | 0   | 4   | 3  | 16 | −13 | 0   |

|                            |         |                 |           |                                                                                 |
| 5 april 2018 16:45 (UTC−3) | Ecuador | 0–1             | Venezuela | Estadio Francisco Sánchez Rumoroso, Coquimbo Scheidsrechter: Olga Miranda (PAR) |
| 5 april 2018 16:45 (UTC−3) |         | 85' Castellanos |           | Estadio Francisco Sánchez Rumoroso, Coquimbo Scheidsrechter: Olga Miranda (PAR) |

|                            |                                                    |     |            |                                                                                      |
| 5 april 2018 19:00 (UTC−3) | Brazilië                                           | 3–1 | Argentinië | Estadio Francisco Sánchez Rumoroso, Coquimbo Scheidsrechter: Claudia Umpiérrez (URU) |
| 5 april 2018 19:00 (UTC−3) | Bia Zaneratto 17' Cristiane 57' (pen.) Debinha 90' |     | 54' Banini | Estadio Francisco Sánchez Rumoroso, Coquimbo Scheidsrechter: Claudia Umpiérrez (URU) |

|                            |                                        |     |         |                                                                                      |
| 7 april 2018 16:45 (UTC−3) | Argentinië                             | 3–0 | Bolivia | Estadio Francisco Sánchez Rumoroso, Coquimbo Scheidsrechter: Elizabeth Tintaya (PER) |
| 7 april 2018 16:45 (UTC−3) | Jaimes 33' (pen.), 39' Larroquette 71' |     |         | Estadio Francisco Sánchez Rumoroso, Coquimbo Scheidsrechter: Elizabeth Tintaya (PER) |

|                            |                                                                                                  |     |         |                                                                                  |
| 7 april 2018 19:00 (UTC−3) | Brazilië                                                                                         | 8–0 | Ecuador | Estadio Francisco Sánchez Rumoroso, Coquimbo Scheidsrechter: Dione Rissios (CHI) |
| 7 april 2018 19:00 (UTC−3) | Cristiane 10', 90+2' Bia Zaneratto 21', 81' Andressinha 48' Formiga 65' Rafaelle 70' Debinha 86' |     |         | Estadio Francisco Sánchez Rumoroso, Coquimbo Scheidsrechter: Dione Rissios (CHI) |

|                            |                                                                       |     |         |                                                                                      |
| 9 april 2018 16:45 (UTC−3) | Venezuela                                                             | 8–0 | Bolivia | Estadio Francisco Sánchez Rumoroso, Coquimbo Scheidsrechter: Claudia Umpiérrez (URU) |
| 9 april 2018 16:45 (UTC−3) | Castellanos 23', 49', 55', 90+3' (pen.) Viso 63', 65', 89' Altuve 74' |     |         | Estadio Francisco Sánchez Rumoroso, Coquimbo Scheidsrechter: Claudia Umpiérrez (URU) |

|                            |                                              |     |                                                                          |                                                                                        |
| 9 april 2018 19:00 (UTC−3) | Ecuador                                      | 3–6 | Argentinië                                                               | Estadio Francisco Sánchez Rumoroso, Coquimbo Scheidsrechter: María Victoria Daza (COL) |
| 9 april 2018 19:00 (UTC−3) | Vásquez 20' Rodríguez 37' (pen.) Fajardo 76' |     | 2' Banini 8' Larroquette 10' Bravo 41' Jaimes 45' (pen.), 85' Bonsegundo | Estadio Francisco Sánchez Rumoroso, Coquimbo Scheidsrechter: María Victoria Daza (COL) |

|                             |         |                  |         |                                                                                   |
| 11 april 2018 16:45 (UTC−3) | Ecuador | 0–1              | Bolivia | Estadio Francisco Sánchez Rumoroso, Coquimbo Scheidsrechter: Zulma Quiñónez (PAR) |
| 11 april 2018 16:45 (UTC−3) |         | 68' (pen.) Morón |         | Estadio Francisco Sánchez Rumoroso, Coquimbo Scheidsrechter: Zulma Quiñónez (PAR) |

|                             |                                             |     |           |                                                                                |
| 11 april 2018 19:00 (UTC−3) | Brazilië                                    | 4–0 | Venezuela | Estadio Francisco Sánchez Rumoroso, Coquimbo Scheidsrechter: Olga Miranda(PAR) |
| 11 april 2018 19:00 (UTC−3) | Mônica 10' Bia Zaneratto 38', 72' Marta 82' |     |           | Estadio Francisco Sánchez Rumoroso, Coquimbo Scheidsrechter: Olga Miranda(PAR) |

|                             |                                     |     |           |                                                                                      |
| 13 april 2018 16:45 (UTC−3) | Argentinië                          | 2–0 | Venezuela | Estadio Francisco Sánchez Rumoroso, Coquimbo Scheidsrechter: Claudia Umpiérrez (URU) |
| 13 april 2018 16:45 (UTC−3) | Jaimes 44' (pen.) Banini 61' (pen.) |     |           | Estadio Francisco Sánchez Rumoroso, Coquimbo Scheidsrechter: Claudia Umpiérrez (URU) |

|                             |         |                                                                                    |          |                                                                                      |
| 13 april 2018 19:00 (UTC−3) | Bolivia | 0–7                                                                                | Brazilië | Estadio Francisco Sánchez Rumoroso, Coquimbo Scheidsrechter: Elizabeth Tintaya (PER) |
| 13 april 2018 19:00 (UTC−3) |         | 3', 65' Érika 17', 54' Andressinha 41' Andressa Alves 80' Millene 82' Aline Milene |          | Estadio Francisco Sánchez Rumoroso, Coquimbo Scheidsrechter: Elizabeth Tintaya (PER) |

## Finalefase
Legenda

### Finalegroep
| Pos | Land       | Wed | Win | Gel | Ver | DV | DT | +/− | Pnt |
| --- | ---------- | --- | --- | --- | --- | -- | -- | --- | --- |
| 1   | Brazilië   | 3   | 3   | 0   | 0   | 9  | 1  | +8  | 9   |
| 2   | Chili      | 3   | 1   | 1   | 1   | 5  | 3  | +2  | 4   |
| 3   | Argentinië | 3   | 1   | 0   | 2   | 3  | 8  | −5  | 3   |
| 4   | Colombia   | 3   | 0   | 1   | 2   | 1  | 6  | −5  | 1   |

|                             |             |     |                                       |                                                                     |
| 16 april 2018 16:45 (UTC−3) | Colombia    | 1–3 | Argentinië                            | Estadio La Portada, La Serena Scheidsrechter: Emikar Calderas (VEN) |
| 16 april 2018 16:45 (UTC−3) | Salazar 31' |     | 50' Bonsegundo 66' Jaimes 70' Coronel | Estadio La Portada, La Serena Scheidsrechter: Emikar Calderas (VEN) |

|                             |                                                  |     |       |                                                                  |
| 16 april 2018 19:00 (UTC−3) | Brazilië                                         | 3–1 | Chili | Estadio La Portada, La Serena Scheidsrechter: Olga Miranda (PAR) |
| 16 april 2018 19:00 (UTC−3) | Mônica 21' Bia Zaneratto 25' Thaís 34' López 63' |     |       | Estadio La Portada, La Serena Scheidsrechter: Olga Miranda (PAR) |

|                             |                                      |     |            |                                                                    |
| 19 april 2018 16:45 (UTC−3) | Brazilië                             | 3–0 | Argentinië | Estadio La Portada, La Serena Scheidsrechter: Susana Corella (ECU) |
| 19 april 2018 16:45 (UTC−3) | Cristiane 47' Thaisa 52' Debinha 78' |     |            | Estadio La Portada, La Serena Scheidsrechter: Susana Corella (ECU) |

|                             |          |     |       |                                                                        |
| 19 april 2018 19:00 (UTC−3) | Colombia | 0–0 | Chili | Estadio La Portada, La Serena Scheidsrechter: Claudia Umpiérrez /(URU) |
| 19 april 2018 19:00 (UTC−3) |          |     |       | Estadio La Portada, La Serena Scheidsrechter: Claudia Umpiérrez /(URU) |

|                             |                                                     |     |            |                                                                     |
| 22 april 2018 16:45 (UTC−3) | Chili                                               | 4–0 | Argentinië | Estadio La Portada, La Serena Scheidsrechter: Emikar Calderas (VEN) |
| 22 april 2018 16:45 (UTC−3) | Sáez 8' Hernández 24' Barroso 40' (e.d.) Lara 90+2' |     |            | Estadio La Portada, La Serena Scheidsrechter: Emikar Calderas (VEN) |

|                             |                                      |     |          |                                                                    |
| 22 april 2018 19:00 (UTC−3) | Brazilië                             | 3–0 | Colombia | Estadio La Portada, La Serena Scheidsrechter: Sirley Cornejo (BOL) |
| 22 april 2018 19:00 (UTC−3) | Mônica 29', 71' Clavijo 45+2' (e.d.) |     |          | Estadio La Portada, La Serena Scheidsrechter: Sirley Cornejo (BOL) |

| Sudamericano Femenino 2018 |
| -------------------------- |
| BRAZILIË 7de titel         |